# San Juan de los Durán, Querétaro Arteaga
San Juan de los Durán är en ort i Mexiko.   Den ligger i kommunen Jalpan de Serra och delstaten Querétaro Arteaga, i den centrala delen av landet, 230 km norr om huvudstaden Mexico City. San Juan de los Durán ligger 1 248 meter över havet och antalet invånare är 235.
Terrängen runt San Juan de los Durán är kuperad söderut, men norrut är den bergig. Runt San Juan de los Durán är det ganska tätbefolkat, med 90 invånare per kvadratkilometer. Närmaste större samhälle är Barrio la Cruz, 14,0 km öster om San Juan de los Durán. I omgivningarna runt San Juan de los Durán växer i huvudsak städsegrön lövskog.